# Marco Bracci
Marco Bracci (Fucecchio, 23 agosto 1966) è un allenatore di pallavolo ed ex pallavolista italiano, di ruolo schiacciatore, tecnico del Castelfranco.

## Carriera

### Giocatore

#### Club

Bracci (a sinistra) ed Evgenij Mit'kov alla Daytona nel 1997

Cresciuto nell'Arno di Castelfranco di Sotto, con cui esordisce in Serie B, debutta poi in A1 nel campionato 1987-88 con la maglia del Parma. Con la squadra ducale gioca sette stagioni, vincendo tre scudetti (1989-90, 1991-92 e 1992-93, due Coppe Italia (1989-90 e 1991-92), tre Coppe delle Coppe (1988, 1989 e 1990), una Coppa CEV e un mondiale per club (1989).
Alla rinuncia della società parmigiana all'iscrizione all'A1, nel 1994, si trasferisce alla Daytona di Modena, con cui vince un'altra serie di trofei (scudetti 1994-95 e 1996-97, Coppe Italia 1994-95, 1996-97 e 1997-98, Coppe dei Campioni 1996, 1997 e 1998, Coppa delle Coppe 1995, Supercoppa italiana e Supercoppa europea 1995).
Nel 1998 migra alla Roma, campione d'Italia 1999-00 e, nella stessa stagione, vincitrice della Coppa CEV.
Chiude la sua carriera nella Lube, all'epoca di stanza a Macerata, con cui conquista ancora una Coppa Italia (2002-03), una Coppa dei Campioni (2002, vincendo anche il premio come MVP della fase finale) e la Coppa CEV del 2005, anno in cui abbandona la pallavolo giocata.

#### Nazionale
Al 1988 risale il suo debutto in nazionale maggiore, in una gara amichevole giocata a Lucca contro la Finlandia e vinta per 3-0.
Vasta è la serie di successi conquistati in maglia azzurra con la cosiddetta generazione di fenomeni, con cinque World League, quattro campionati europei, tre campionati mondiali consecutivi, una Coppa del Mondo, una Grand Champions Cup, un World Super Six e un World Top Four, oltre all'argento nel torneo olimpico di Atlanta 1996 e al bronzo in quello di Sydney 2000.

### Allenatore

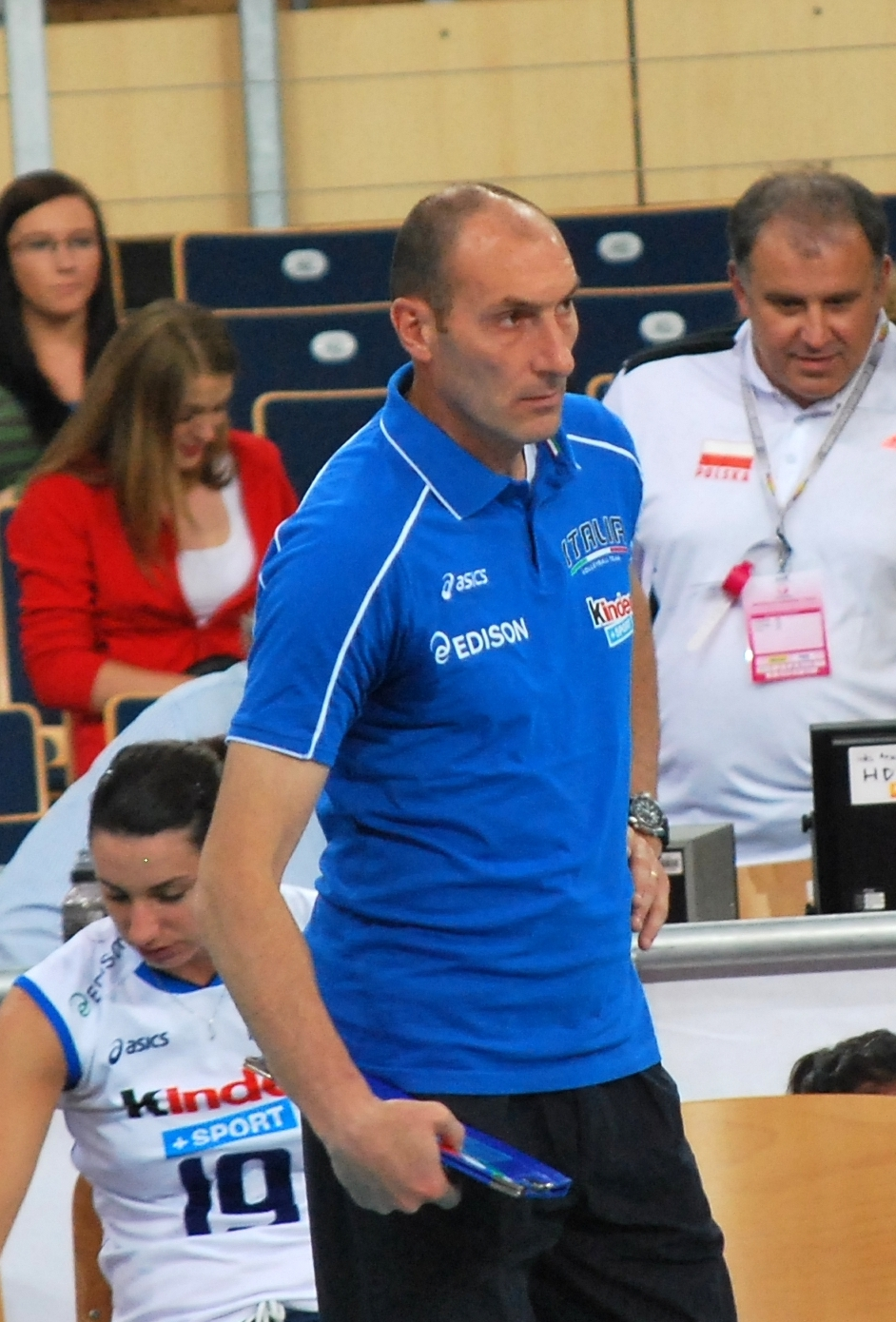
Bracci in veste di vice della nazionale femminile italiana nel 2012

Nel 2006 diviene vice allenatore della nazionale femminile italiana di volley, collaborando con il commissario tecnico Massimo Barbolini per l'intero periodo in cui il tecnico modenese siede sulla panchina azzurra.
Da gennaio 2013 entra a far parte dello staff tecnico della Lupi Volley School, settore giovanile della società maschile del Volley Lupi Santa Croce, aggiudicandosi il titolo regionale toscano con la rappresentativa under 17; nella stagione 2015-16 passa alla guida della prima squadra della stessa formazione toscana, in Serie B1. L'anno successivo torna al settore femminile, ingaggiato dal San Casciano in Serie A1, dove resta fino alla metà della stagione 2017-18.
Nell'ottobre 2018 sostituisce Luca Cristofani sulla panchina della VolAlto Caserta in Serie A2; non riesce tuttavia a concludere l'annata 2018-19 in sella alla formazione campana in quanto nell'aprile 2019 viene a sua volta sostituito da Dragan Nešić.
Per la stagione 2019-20 torna in Toscana, per affiancare come vice allenatore Marco Mencarelli alla Savino Del Bene in massima serie.
Dal 18 luglio 2023 è allenatore del Castelfranco, squadra di Serie B1 femminile della provincia pisana, con il quale centra immediatamente una storica promozione in Serie A2.

## Palmarès

### Giocatore

#### Club

##### Competizioni nazionali
- Campionato italiano: 6

Parma: 1989-1990, 1991-1992, 1992-1993
Daytona: 1994-95, 1996-97
Roma: 1999-2000
- Coppa Italia: 6

Parma: 1989-90, 1991-92
Daytona: 1994-95, 1996-97, 1997-98
Lube: 2002-03
- Supercoppa italiana: 1

Daytona: 1997

##### Competizioni internazionali
- Champions League: 4

Daytona: 1995-96, 1996-97, 1997-98
Lube: 2001-02
- Coppa delle Coppe: 3

Parma: 1987-88, 1988-89, 1989-90
- Coppa CEV: 4

Parma: 1991-92, 1994-95
Roma: 1999-2000
Lube: 2004-05
- Supercoppa europea: 2

Parma: 1989, 1990
- Campionato mondiale per club: 1

Parma: 1989